# Studencka baza namiotowa na Gorcu

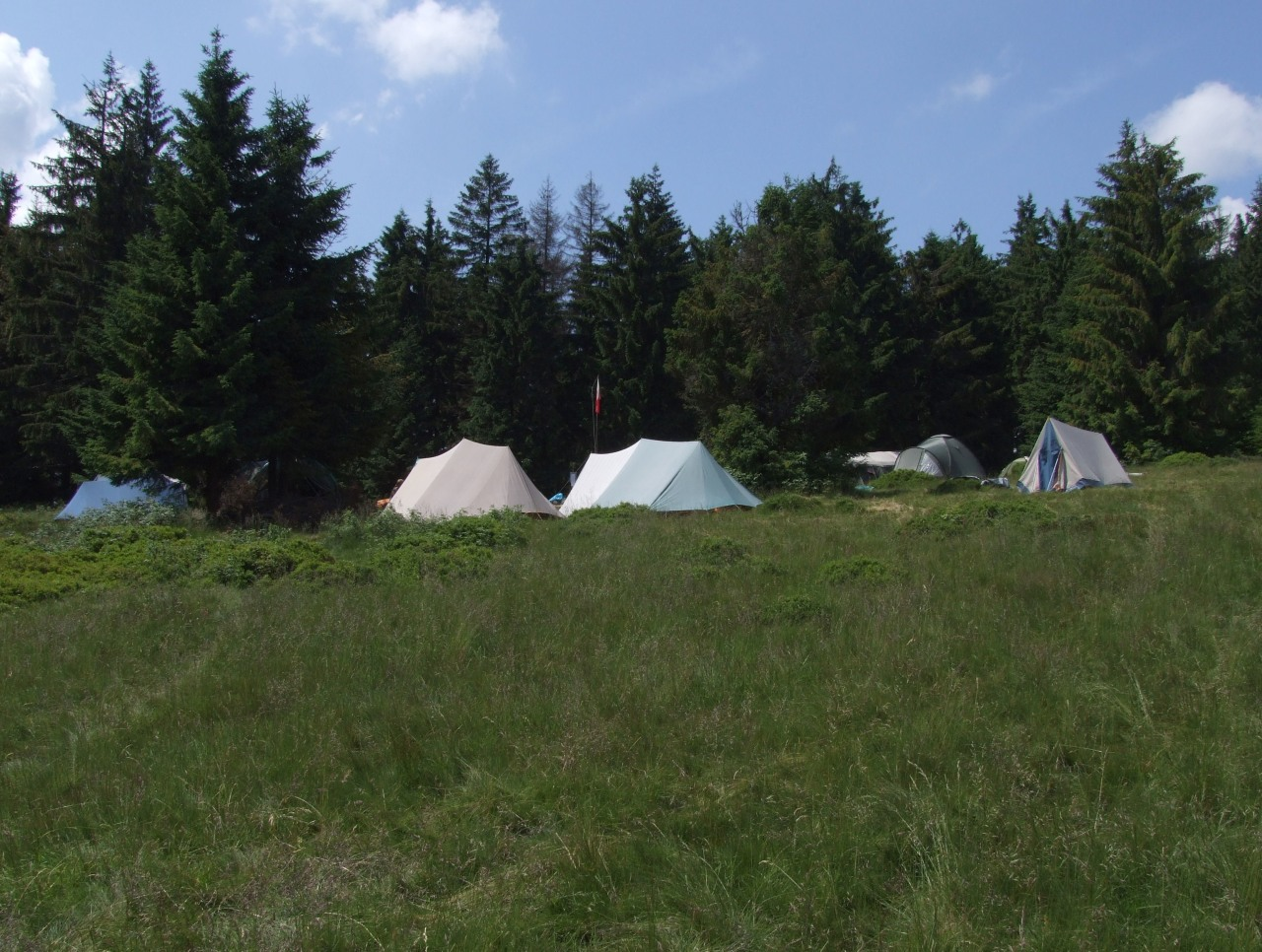
Baza namiotowa (w trakcie rozbijania)

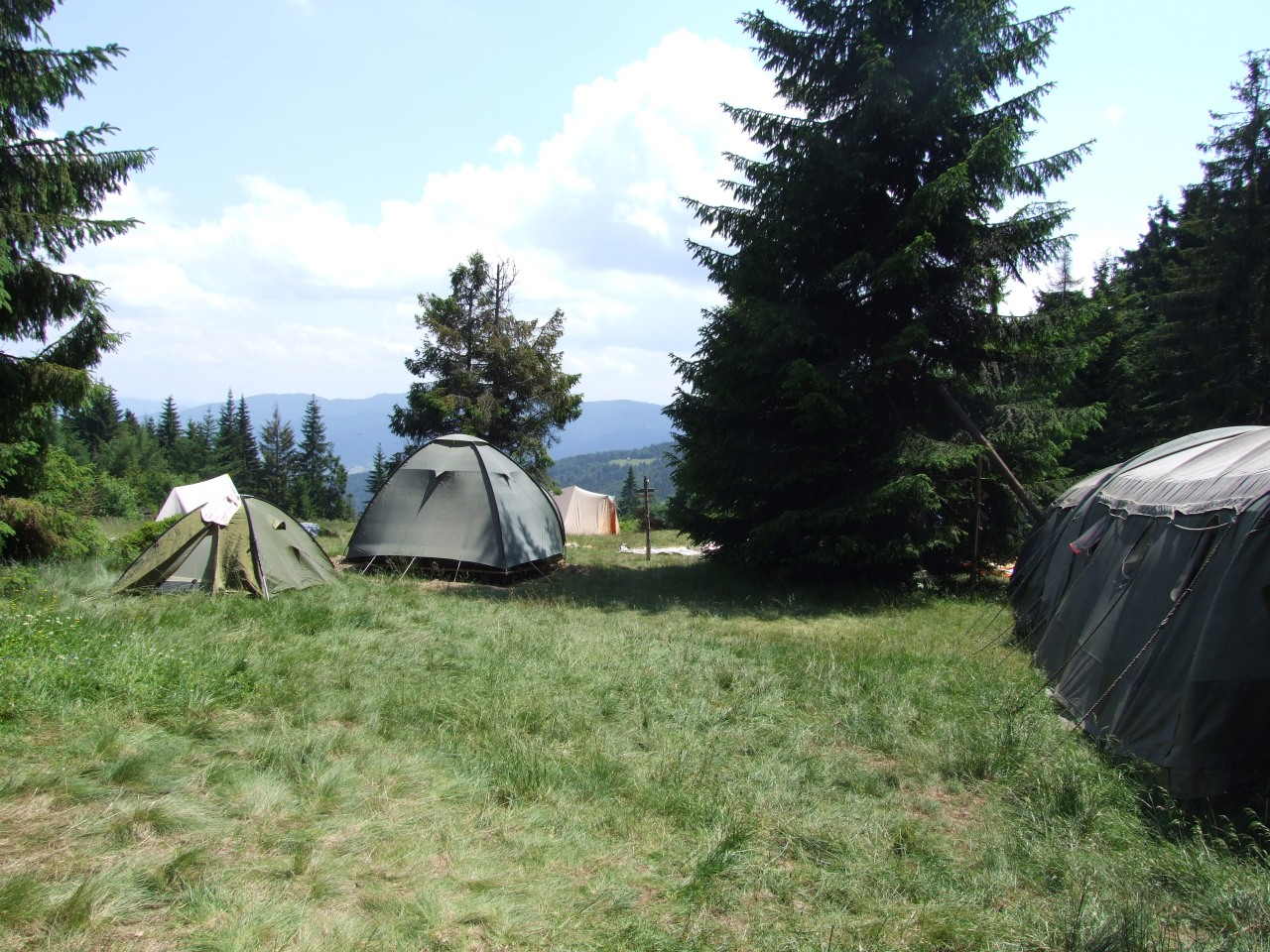
Baza namiotowa

Studencka baza namiotowa na Gorcu – studencka baza namiotowa na polanie zwanej Hale Podgorcowe pod szczytem Gorca w Gorcach. Działa od 1968 roku (z dwuletnią przerwą w latach 1982–1983), prowadzona jest przez Studenckie Koło Przewodników Górskich w Krakowie. Położona jest na wysokości 1150 m n.p.m. na równi u wschodnich podnóży Jaworzynki Gorcowskiej. W pobliżu są dwa źródła dobrej wody. Baza czynna jest w okresie wakacyjnym (od 1 lipca do 30 sierpnia). Oferuje 44 miejsca noclegowe w 3 i 4-osobowych namiotach, możliwość wypożyczenia koca lub śpiworu, oraz wyposażoną w komplet naczyń i piec kuchnię i jadalnię w dużym namiocie bazowym. Można także rozbić własny namiot i zapalić ognisko.
Z bezpośredniej okolicy bazy namiotowej rozległe widoki na Tatry i Pasmo Lubania. W kolejności od lewej widoczne są: Runek, Pasmo Radziejowej, długi grzbiet Lubania, Magurę Spiską i Tatry.
W przedostatni weekend sierpnia organizowany jest w bazie konkurs piosenki turystycznej „GORCSTOK”. Składa się on z dwóch faz: w pierwszej występują znani soliści piosenki turystycznej, w drugiej odbywają się spontaniczne, całonocne wspólne śpiewy przy ognisku.

## Szlak turystyczny
Ochotnica Dolna – Jaworzynka Gorcowska – Hale Gorcowskie – Polany – Hale Podgorcowe – Gorc Gorcowski – Gorc. Odległość 7,3 km, suma podejść 640 m, suma zejść 40 m, czas przejścia 2:50 h, ↓ 1:40 h.